# Paravarcia deceptrix
Paravarcia deceptrix är en insektsart som beskrevs av Schmidt 1919. Paravarcia deceptrix ingår i släktet Paravarcia och familjen Nogodinidae. Inga underarter finns listade i Catalogue of Life.